# Doris Knab
Doris Knab (* 9. Juli 1928 in Stuttgart) ist eine deutsche katholische Erziehungswissenschaftlerin und Hochschullehrerin.
1948 legte sie das Abitur ab und studierte dann Germanistik, Geschichte und Französisch zum Lehramt. Nach einer kurzen Zeit in der Schule begann sie 1959 hauptamtlich als Referentin beim Deutschen Ausschuss für das Erziehungs- und Bildungswesen, darauf arbeitete ab 1964 sie am Max-Planck-Institut für Bildungsforschung Berlin. Von 1971 bis 1982 war sie Leiterin am Deutschen Institut für Wissenschaftliche Pädagogik in Münster und seit 1972 Mitglied der Bischöflichen Kommission für Erziehung und Schule. Sie ließ den Aufbau der ersten katholischen Gesamtschule Friedensschule Münster wissenschaftlich begleiten. Von 1982 bis 1993 lehrte sie als Professorin für Schulpädagogik an der Universität Tübingen und war dort seit 1988 die erste Frauenbeauftragte.
Sie ist Ehrendoktorin der Pädagogischen Hochschule Ludwigsburg. Sie war Mitherausgeberin der Zeitschrift für Pädagogik.

## Schriften
- Das Annolied; Probleme seiner literarischen Einordnung, Diss. Tübingen 1962
- mit Georg Langemeyer: Bildung, in: Christlicher Glaube in moderner Gesellschaft (Teilband 8), Freiburg im Breisgau, Basel und Wien 1980 (2., unveränderte Auflage Freiburg im Breisgau, Basel und Wien 1981, ISBN 3-451-19208-X)
- Religionspädagogische Lehrplanreform, Herder 1982 ISBN 978-3451194788
- Frauen- und Geschlechterforschung – eine neue Mode? Vortrag am 15. November 1999 an der Pädagogischen Hochschule Ludwigsburg, 1999

Festschrift
- Susanne Diemer (Hrsg.): Gleichstellung und Institution. Schule und Hochschule im Reformprozeß. Eine Festschrift für Doris Knab. Ed. discord, Tübingen 1988, ISBN 3-89295-630-8.